# أوتو أروسيمينا
أوتو أروسيمينا غوميز (بالإسبانية: Otto Arosemena Gómez)‏ (ولد في غواياكيل في 19 يوليو 1925 - ومات في 20 أبريل 1984) هو سياسي ومحام إكوادوري، شغل منصب رئيس الإكوادور من 16 نوفمبر 1966 إلى 1 سبتمبر 1968.   

## حياته وسيرته المهنية
ولد أروسيمينا في غواياكيل لأبوين هما لويس ألبرتو أروسيمينا تولا ومرسيدس جوميز سانتيستيفان. وينحدر من عائلة غواياكيل المعروفة. وكان ابن عمه كارلوس أروسيمينا مونروي ووالد ابن عمه كارلوس أروسيمينا تولا يشغلان منصب رئيس الإكوادور سابقًا.
التحق بالمدرسة الابتدائية في مدرسة سان خوسيه دي لوس هيرمانوس كريستيانوس وبالمدرسة الثانوية في مدرسة ساليسيانو كريستوبال كولون الثانوية ومدرسة فيسنتي روكافويرتي الثانوية في غواياكيل. ودرس القانون في جامعة غواياكيل وتخرج منها في عام 1955. وكان قد شارك بالفعل في الحياة العامة أثناء دراسته. ففي في عام 1951، تم تعيينه عضوًا في المحكمة الانتخابية في غواياس، وفي وقت لاحق أصبح رئيسا للمحكمة.
وابتداءً من عام 1954، بدأ صعوده السياسي. ففي عام 1954 انتخب نائبا عن مقاطعة غواياس في المؤتمر الوطني. وأعيد انتخابه عام 1956. وفي عام 1957 انتخب رئيسًا لمجلس النواب ، وفي عام 1960 انتخب عضوًا في مجلس الشيوخ وعضوًا في مجلس النقد نيابة عن المؤتمر الوطني، وفي عام 1961 تم تعيينه رئيسًا لمجلس النقد ونائبًا لرئيس مجلس الشيوخ. وحارب ضد المجلس العسكري الذي أطاح في يوليو 1963 بابن عمه الرئيس كارلوس أروسيمينا مونروي . وفي عام 1965، عندما كانت البلاد تواجه واحدة من أسوأ الأزمات السياسية والاجتماعية والاقتصادية - نتيجة لسوء الحكم الديكتاتوري - أسس أروسيمينا حزبًا سياسيًا جديدًا في مدينة كيتو، وكان اسم هذا الحزب هو "التحالف المؤسسي الديمقراطي". وانتخب بعد عام واحد نائبًا للجمعية التأسيسية التي كان يرأسها الرئيس يروفي إندابورو . وانتخبت الجمعية التأسيسية أروسيمينا رئيسا للإكوادور في 16 نوفمبر 1966.

## الرئاسة
أدى صعود أروسيمينا إلى السلطة إلى تعزيز الثقة التي بدأت البلاد تتمتع بها منذ بداية إدارة يروفي القصيرة، حتى أن المستثمرين الوطنيين والأجانب جلبوا رؤوس الأموال وبدأوا مفاوضات مهمة أدت إلى التنمية الوطنية. وفي محاولة لتهدئة المخاوف بشأن كونه يساريًا خطيرًا (حيث أنه وحين كان نائبًا للرئيس فيلاسكو، كان قد أعرب عن تعاطفه الحار مع الزعيم الكوبي فيدل كاسترو روز، الذي يعتبر حليفا شيوعيا واضحا للسوفيت، كما كان قد قام برحلة إلى الاتحاد السوفيتي عرضته لانتقادات حادة)، فعين أروسيمينا حكومة ضمت الليبراليين وحتى أنه سرعان ما أرسل المحافظون والرئيس السابق جالو بلازا في رحلة ودية إلى واشنطن.
في ذلك الوقت، اعتقد الإكوادوريون أن العودة إلى النظام الدستوري جلبت الحظ السعيد لبلادهم، عندما بدأ النفط يتدفق في أوائل مارس 1967 من بئر لاجو أجريو رقم 1 في شمال شرق الإكوادور.
في هذا العام، حضر أروسيمينا اجتماع رؤساء الدول الأمريكية الذي عقد في بونتا دل إستي في أوروغواي. وأعرب خلال هذا اللقاء عن آراء صريحة فيما يتعلق بالسياسة الأمريكية تجاه دول أمريكا اللاتينية، وفشل برنامج التحالف من أجل التقدم. وكان الوحيد بين الحاضرين الذي رفض التوقيع على إعلان الرؤساء الأميركيين، لأنه وجده غير كاف ويفتقر إلى المضمون العملي، كما تبين بعد سنوات.
ومن بين الإنجازات الرئيسية لحكومته إنشاء وزارة الصحة العامة، وبناء جسر الوحدة الوطنية (يسمى اليوم جسر رافائيل ميندوزا أفيليس)، وتوسيع ميناء مانتا البحري، وطريق أمباتو - ريوبامبا السريع وطريق إل إمبالمي - كيفيدو السريع، وإدخال الكهرباء إلى مانابي وشبه جزيرة سانتا إيلينا، وترميم خط السكة الحديد كيتو - غواياكيل، وتعزيز الاتصالات في البلاد. كما نفذ أيضًا خطة لبناء المدارس - والتي ربما كانت أهم إنجازاته - والتي أدت في ذروتها إلى بناء 1.7 مدرسة يوميًا.
وعلى الرغم من أن حكومته كانت قصيرة، فقد أدت إلى زيادة كبيرة في تنمية الإكوادور وضمنت ترسيخ الديمقراطية. وبموجب القانون، دعا إلى إجراء انتخابات رئاسية، وفاز فيلاسكو إيبارا للمرة الخامسة والأخيرة. وأنهى أروسيمينا فترة ولايته في 31 أغسطس 1968.
فيما بعد هاجم خصوم أروسيمينا السياسيون سياساته، خاصة فيما يتعلق بالسياسة النفطية. ورد هو بتأليف كتاب العار والحقيقة ( Infamia y verdad ) الذي تناول فيه سياسة إدارته النفطية.

## وفاته
كان أستاذاً للتاريخ والجغرافيا السياسية في مختلف المدارس الثانوية والجامعات. وواصل المشاركة في السياسة الوطنية وعمل نائبًا أو ممثلًا وطنيًا في الكونجرس حتى وفاته إثر سقوطه في ساليناس عام 1984.

## روابط خارجية
- أوتو أروسيمينا على موقع مونزينجر (الألمانية)